# Frank Farian
Frank Farian, eredeti nevén Franz Reuther (Kirn, 1941. július 18. – Miami, 2024. január 23.) német zenei producer, énekes és dalszerző, aki leginkább a nagy sikerű Boney M. diszkóegyüttes és a Milli Vanilli duó alapítójaként és menedzsereként vált ismertté, de további sikeres együttesek is fűződnek a nevéhez, mint például a brit Eruption. Személyisége meglehetősen ellentmondásos, mivel több nagy botrány is övezte tevékenységét. A Boney M. együttes férfi énekese, Bobby Farrell vokáljait valójában Farian énekelte, ez azonban nem okozott túl nagy megrökönyödést a közönség előtt, viszont az 1990-ben kirobbant Milli Vanilli botrány majdnem Farian karrierjét is romba döntötte. Kiderült ugyanis, hogy az együttes összes dalát más zenészek vették föl, nem pedig Rob Pilatus és Fab Morvan, akik hivatalosan az együttes "énekesei" voltak.

## Életpályája
Kezdetben szakácsként dolgozott, mielőtt a zeneipar felé fordult. 1967 áprilisában kiadott egy kislemezt Will You Ever Be Mine címmel "Frankie Farian" álnéven. Eleinte előadóként nem gyakorolt nagy hatást a zeneiparra, egészen 1975-ig, amikor kiadta a Baby Do You Wanna Bump című kislemezt a Boney M. művésznév alatt, amely sikeresnek bizonyult. (Előtte egy kisebb sikere volt, 1973-ban a "Was kann schöner sein" című kislemez.) Mivel Farian nem kívánt reflektorfénybe kerülni, így énekeseket bérelt fel, akik a videóklipeken és az élő fellépések alkalmával előadták a Boney M. dalait. Az 1970-es években a női vokalisták Marcia Barrett és Liz Mitchell voltak, a férfi frontember, Bobby Farrell sorait Farian énekelte (Farrell csak 1980-tól énekelhetett albumon, addig csak koncerteken, 1981-ben pedig ki is vált az együttesből).
Farian ezután megalapította a Far Corporation nevű supergroup-ot, amelynek tagjai Steve Lukather, David Paich, Bobby Kimball, Simon Phillips és Robin McAuley voltak, közülük többen is a Toto együttesből váltak ki. 1986-ban részt vett Meat Loaf Blind Before I Stop című albumának elkészítésénél producerként és vokalistaként.
1988-ban megalapította a Milli Vanilli fiúegyüttest, amelynek tagja Rob Pilatus és Fab Morvan volt. 1990-ben egy interjút követően kiderült, hogy a duó tagjai csupán táncosként és frontemberként funkcionáltak, minden dalukat Farian és felbérelt zenészei írták meg és adták elő. A csapat Grammy-jelölését visszavonták, az addig nyert Grammy-díjukat elvették, az Egyesült Államokban pedig legalább 27 bírósági keresetet nyújtottak be a produkció ellen csalás vádjával. Farian ezek után két hasonló, népszerű együttes producere és alapítója lett, a La Bouche-é és a Le Clické. Ezen felül részt vett az Eruption és a No Mercy együttesek munkájában is (előbbinek 1977 óta menedzsere volt). De ezek a sikerek már nem voltak olyan erőteljesek, mint a Boney M. A Milli Vanilli miatt kirobbant botrány megingatta a Farianba vetett bizalmat.
Később korábbi együttesei munkásságából próbált megélni, de már nem ért el komolyabb sikereket. Élete utolsó részében Miamiban élt, itt is halt meg.

## Produceri diszkográfia
Boney M.
- Take the Heat off Me (#2 Németország, #1 Svédország)
- Love for Sale (#1 Németország, #1 Svédország, #2 Hollandia)
- Nightflight to Venus (#1 Egyesült Királyság, #1 Németország, #1 Hollandia)
- Oceans of Fantasy (#1 Egyesült Királyság, #1 Németország, #3 Hollandia)
- The Magic of Boney M. – 20 Golden Hits (#1 Egyesült Királyság, #2 Németország, #2 Új-Zéland)
- Gold – 20 Super Hits (#2 Hollandia, #2 Új-Zéland)

Milli Vanilli
- All or Nothing (#4 Németország, #1 Ausztrália, #1 Új-Zéland)
- Girl You Know It's True (#1 Egyesült Államok, #1 Kanada)

La Bouche
- Sweet Dreams (#2 Finnország, #2 Svájc, #10 Ausztrália)

No Mercy
- My Promise (1996) (#4 Ausztrália, #3 Hollandia)

## Publikáció
- Frank Farian, Reginald Rudorf, Dieter Kaltwasser: Stupid Dieser Bohlen. Die Wahrheit und nichts als die Wahrheit über den Pop-Hochstapler. Franks Kleiner Buchverlag, Berlin 2004, ISBN 3-9809531-0-6

## Fordítás
- Ez a szócikk részben vagy egészben  a   Frank Farian című angol Wikipédia-szócikk ezen változatának fordításán alapul.  Az eredeti cikk szerkesztőit annak laptörténete sorolja fel. Ez a jelzés csupán a megfogalmazás eredetét és a szerzői jogokat jelzi, nem szolgál a cikkben szereplő információk forrásmegjelöléseként.